# Diana Comte
Diana Comte Selman (Santiago, 1 de septiembre de 1954) es una sismóloga y académica chilena. Actualmente es Profesora Titular del Departamento de Geofísica y directora de Innovación, Desarrollo e Investigación del Advanced Mining Technology Center (AMTC), ambos de la Facultad de Ciencias Físicas y Matemáticas de la Universidad de Chile.Ha sido considerada como una de las mujeres más destacadas en el ámbito de la minería en Chile.

## Biografía
Completó su enseñanza media en el Colegio Compañía de María y llevó a cabo sus estudios de pregrado en la Facultad de Ciencias Físicas y Matemáticas de la Universidad de Chile, obteniendo el grado de Licenciada en Física. Posteriormente, en 1987 obtiene el título de Magíster en esta misma universidad. En 1993 obtiene su doctorado en Sismología y Física del interior de la Tierra, Geofísica y Sismología en la Universidad Nacional Autónoma de México. 

## Carrera profesional
Ha trabajado en proyectos que cubren desde el estudio de terremotos hasta la aplicación de técnicas geofísicas en la industria minera. Desde 2003 se desempeña como profesora titular del Departamento de Geofísica, Universidad de Chile. Es directora de Investigación y Desarrollo en el AMTC, Universidad de Chile. Asimismo, es líder del Grupo Geological Resources Exploration, Characterization & Modeling del AMTC.

### Investigación
Su línea de investigación se ha centrado en ámbitos como la implementación de tecnologías de tomografía sísmica pasiva para explorar yacimientos mineros.Asimismo, ha trabajado en la investigación de la secuencia sísmica de terremotos en Chile y Perú durante los últimos 30 años: el de marzo de 1985 en Chile Central, julio de 1995 en Antofagasta, el terremoto de Arequipa de junio de 2001, el de Tarapacá en julio del mismo año, el sismo de la falla El Fierro en 2004, el terremoto del 27 de febrero de 2010, el de abril de 2014 en Pisagua y el de Illapel ocurrido el 16 de septiembre de 2015.

### Divulgación científica
Ha sido invitada a reconocidos congresos internacionales, como el American Geophysical Union Fall Meeting y el Congreso Latinoamericano de Geología.

## Premios
A lo largo de su carrera, Diana Comte ha recibido los siguientes premios y reconocimientos:
- En 2021, obtiene el reconocimiento de Women in Mining Chile, donde fue destacada como una de las 100 mujeres más inspiradoras en la minería chilena en la categoría de Innovación.[5]
- Recibió financiamiento del Fondo de Fomento al Desarrollo Científico para el proyecto de tomografía sísmica aplicada a la exploración minera, en asociación con Codelco y GRS Chile.[8]

## Publicaciones científicas
El siguiente listado corresponde a parte de las publicaciones más destacadas de la investigadora:
- Comte, Diana; León, Sergio; Reyes, Valetina; Rietbrock, Andreas; Calle, Daniela; Maksymowicz, Andrei; Roecker, Steven (2023). «Structural Characterization of the Taltal Segment in Northern Chile Between 22°S and 26°S Using Local Earthquake Tomography"». Authorea.
- Comte, Diana; Farías, Marcelo; Calle, Daniela; Navarro, Andrea; Roecker, Steven; Rietbrock, Andreas (2023). «Anomalous intraslab structure revealed by the analysis of aftershocks of the Mw 6.7 Coquimbo-La Serena earthquake of 20 January 2019». Tectonophysics 846: 229660.
- Comte, Diana; Navarro, Andrea; Farías, Marcelo; Roecker, Steven; Rietbrock, Andreas; Gao, Lei; Zhang, Haijiang; Calle, Daniela (2022). «Subduction erosion and basal accretion in the Central Chile subduction wedge inferred from local earthquake tomography». Journal of South American Earth Sciences 115: 103765.
- Comte, Diana; Pastén, César; Peña, G; Díaz, L; Burgos, J; Rietbrock, A (2022). «On the Use of the H/V Spectral Ratio Method to Estimate the Fundamental Frequency of Tailings Dams». Journal of Earthquake Engineering: 1649-1664.
- Comte, Diana; Díaz, D; Bangs, N; Tréhu, A; Vera, E; Hervé, F; Maksymowicz, A (2021). «Deep Structure of the Continental Plate in the South-Central Chilean Margin: Metamorphic Wedge and Implications for Megathrust Earthquakes». Journal of Geophysical Research: Solid Earth 126 (7).